# 声優探偵
『声優探偵』（せいゆうたんてい）は、2021年3月6日（5日深夜）から3月27日（26日深夜）までテレビ東京で毎週土曜の1時53分 - 2時23分（金曜深夜）に放送されたテレビドラマである。主演は、声優の沢城千春。
声優を引退し探偵となったオサムが「絶対声感」を武器に、毎回起こる声優の殺人事件の真相に迫るコメディーミステリー。

## キャスト
不零オサム
演 - 沢城千春
透頂かおる
演 - 武田玲奈
バイノーラくん
声 - 花江夏樹
下付（鑑識主任）
演 - 林瑞貴
江今（鑑識）
演 - 羽鳥佑
徳場（鑑識）
演 - 青木謙
利富野（鑑識）
演 - 櫻井晃平
不零響次郎
演 - 宮原尚之

### ゲスト
第1話
- 小野友樹 - 小野友樹
- 証言声優 小野賢章 - 小野賢章
- 漫画家 ガヤ子Hガヤ雄 - 長谷川敦央

第2話
- マスダトシキ／マスダユウキ - 増田俊樹
- 証言声優 畠中祐 - 畠中祐
- 広島ヤクザ - 宮原尚之
- スタジオ清掃員 - 山本映子
- 記者 - 鳥井燎

第3話
- 金田朋子 - 金田朋子
- 森渉 - 森渉
- 金田朋子 娘 - 森千笑（※金田と森の実娘）
- いかつい男 - 中岡さんたろう
- 犯人 - 駒谷昌男

第4話
- 浪川大輔 - 浪川大輔
- 証言者 森久保祥太郎 - 森久保祥太郎
- マネージャー - 吉田和生（声の出演）
- 嗄声（ポーカーメンバー） - 辻親八
- 艶乃（ポーカーメンバー） - 清水あいり
- ラリンゴ（ポーカーメンバー） - えんどぅ

### ナレーション
- 小林清志[1]

## スタッフ
- 監督 - 綾部真弥
- 脚本 - ヒロハラノブヒコ
- 主題歌 - 内田雄馬「Spin a Roulette」（キングレコード）
- プロデューサー - 祖父江里奈（テレビ東京）、大島康寛（東北新社）、中澤研太（東北新社）
- 製作著作 - テレビ東京
- 制作協力 - 東北新社

## 放送日程
| 話数   | 放送日  | サブタイトル         |
| ------ | ------- | -------------------- |
| 第1話  | 3月06日 | 小野友樹殺人事件     |
| 第2話  | 3月13日 | マスダトシキ殺人事件 |
| 第3話  | 3月20日 | 金田朋子殺人事件     |
| 最終話 | 3月27日 | 浪川大輔殺人事件     |

## 放送局
| 放送局     | 放送日時                     | 放送期間                                        | 系列           | ネット状況 | 備考        |
| ---------- | ---------------------------- | ----------------------------------------------- | -------------- | ---------- | ----------- |
| テレビ東京 | 土曜 0:52 - 1:23（金曜深夜） | 2021年3月06日（05日深夜） - 3月27日（26日深夜） | テレビ東京系列 | 製作局     |             |
| テレビ愛知 | 火曜 2:10 - 3:10（月曜深夜） | 2021年4月06日（05日深夜） - 4月13日（12日深夜） | テレビ東京系列 | 遅れネット | 2話連続放送 |